# Bryndza

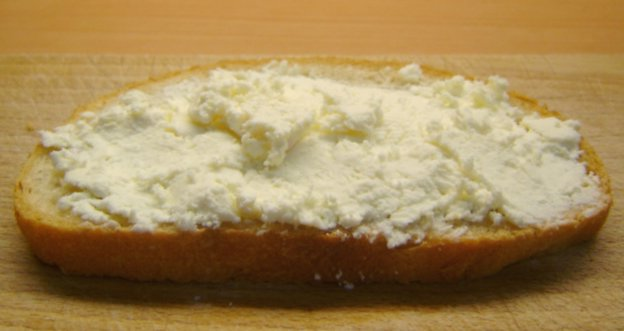
Pão com bryndza

O Bryndza (brânză, em língua romena) é um queijo de leite de ovelha originário da Romênia e atualmente produzido na região dos Balcãs, na Áustria, na Polônia, na Rússia, na Eslováquia e na Ucrânia.